# Apologie van Willem van Oranje

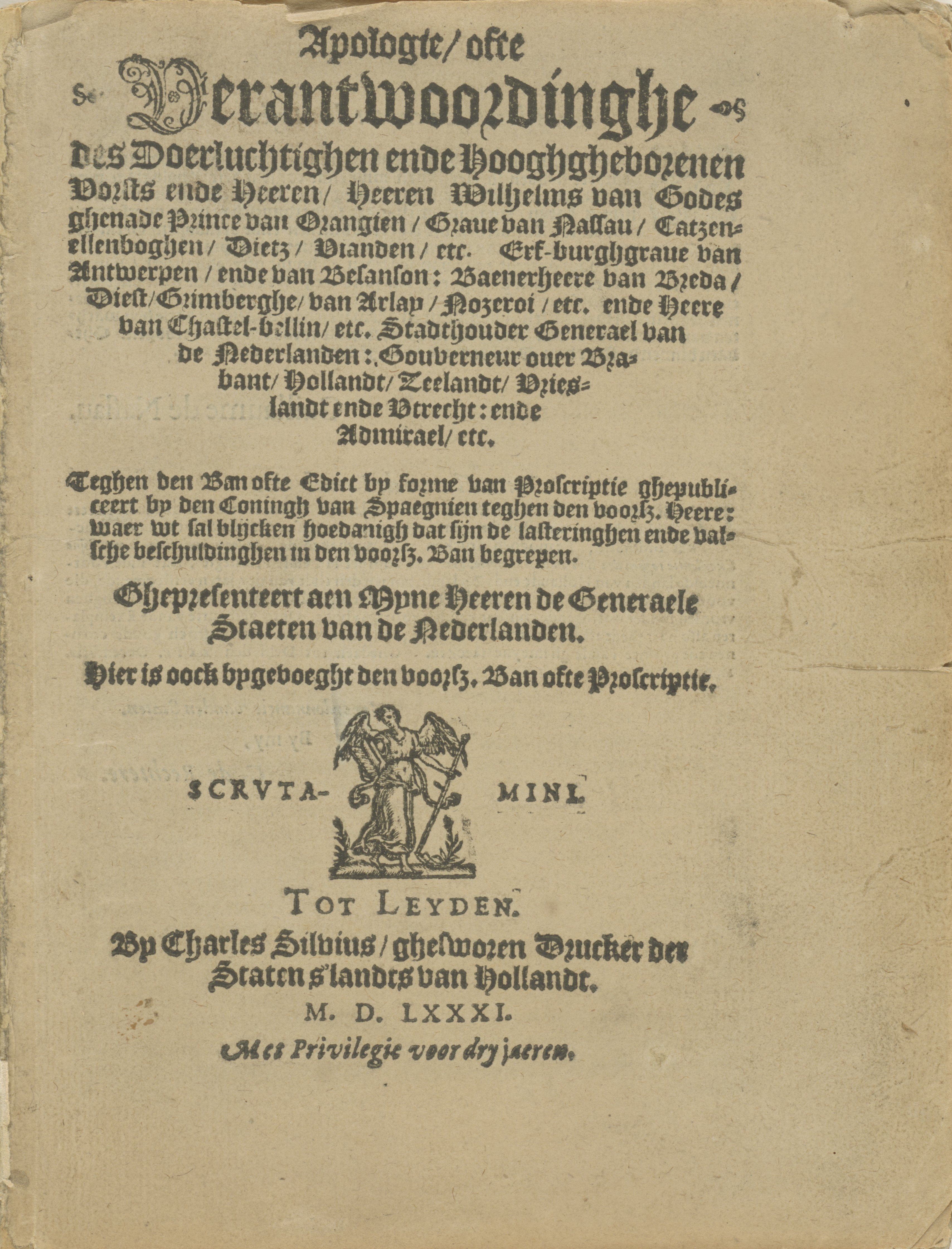
Gedrukte uitgave van de Apologie

De Apologie van Willem van Oranje is een verdediging van Willem van Oranje tegen zijn ban door Filips II, koning van Spanje en heer der Nederlanden. De tekst is geschreven door zijn hofprediker Loyseleur de Villiers, in nauwe samenwerking met twee vooraanstaande hugenoten, Hubert Languet en Philippe du Plessis-Mornay. De Apologie werd op 13 december 1580 aan de Staten-Generaal der Nederlanden aangeboden. Op 17 december 1580 besloten de Staten-Generaal de Apologie als pamflet te laten drukken en ruim te verspreiden. 
De tekst van de apologie is van belang geweest voor het Plakkaat van Verlatinghe. De term Apologie komt uit het Grieks en betekent verdediging. 

## Invloed
De Apologie werd onder meer beïnvloed door Vindiciae contra tyrannos uit 1579 van Mornay of Languet. Dit was een belangrijk werk van de monarchomachen, Franse hugenoten die ook de volkssoevereiniteit benadrukten en het recht van opstand.
In de Apologie werd uitgebreid gebruik gemaakt van de aanklacht van Bartolomé de Las Casas tegen het Spaanse optreden in Mexico (Azteken, Maya's) en Peru (Inca's) in Amerika. Daar werd de oorspronkelijke bevolking op grote schaal uitgemoord, alles leeggeplunderd en was een hoogwaardige beschaving welbewust te gronde gericht. De ware aard van de Spanjaarden zou wreed en hooghartig zijn. Met zijn Apologie gaf Oranje een enorme impuls aan de 'zwarte legende': een absolute veroordeling van Spanjaarden om hun wrede en hoogmoedige aard en hun daaruit voortkomende wandaden.

## Achtergrond
Koning Filips II deed Willem van Oranje op 15 maart 1580 in de ban. Dit betekende dat Willem vogelvrij was verklaard. Ieder had het recht om hem op staande voet te doden. Bovendien zou de moordenaar voor zijn daden beloond worden en zouden hem zijn daden vergeven zijn. Over dat laatste waren afspraken met de paus gemaakt. De moordenaar van Willem van Oranje, Balthazar Gerards, werd inderdaad ook in de adelstand verheven en verkreeg absolutie van de paus voor zijn daad, maar hij werd meteen gevangengenomen en terechtgesteld, zie Moord op Willem van Oranje.
De landvoogd in de Nederlanden, Alexander Farnese, hertog van Parma, heeft lang geaarzeld om de ban te tekenen. Het zou in ieder geval heel veel reactie oproepen. Op 15 juni 1580 heeft Parma uiteindelijk de ban getekend en verkreeg deze daarmee rechtskracht in de Nederlanden. 

## Inhoud
"Wij hebben zelf hun daden gezien, wij hebben hun ideeën gehoord, en we waren getuige van wat ze adviseerden toen ze besloten u allen [opstandelingen] de dood aan te zeggen, en ze ook niet beter met u omgingen dan met beesten, als ze maar bij machte waren geweest u net zo om het leven te brengen, als ze in Indië [Amerika] hebben gedaan, en nog altijd doen, waar ze meer dan twintig miljoen (ofwel 200 keer 100.000) mensen jammerlijk om het leven hebben gebracht, en ook dertig keer meer land hebben vernield en ontvolkt, dan de hele Nederlanden bij elkaar. En dat met zoveel vreselijk geweld dat alle barbaarse, wrede en tirannieke feiten die hier eerder bedreven zijn, kinderspel zijn vergeleken bij wat de Indianen is overkomen [..]."
en:
"Voor alles moet gezegd dat in de tijd dat zijn [van Filips II ] voorouders nog maar graven van Habsburg waren, woonachtig in Zwitserland, mijn voorouders reeds lang landsheren van Gelre waren."
Dit ter verdediging van de beschuldiging dat Willem van  Oranje eigenlijk geen Nederlander was. Deze beweerde dat hij dat wel was, met heel diepe en voorname wortels. Het huis van Nassau had al eeuwen geleden grote bezittingen opgebouwd in Brabant, Luxemburg, Vlaanderen, Holland en Bourgondië. Volgens Willem van Oranje waren de Nassau's ook drie eeuwen lang hertog van Gelre geweest (1039-1350). De hertogen van Gelre waren echter niet afkomstig uit het Duitse Nassau, maar uit Vlaanderen. Vervolgens beweerde Willem van Oranje dat de Habsburgers een vrij jonge aristocratische familie waren en werd dus de claim gelegd dat de Nassau's een ouder geslacht waren.
De Apologie eindigt met de lijfspreuk van de Willem van Oranje: Je maintiendrai Nassau.